# Melissa McBride
Melissa McBride (Lexington, Kentucky, SAD, 23. svibnja 1965.) je američka glumica i casting direktorica, najpoznatija po ulozi Carol Peletier u seriji Živi mrtvaci.

## Životopis
Melissa je rođena u Lexingtonu u Kentuckyju, počela je glumiti u filmu i na televiziji u ranim 1990-im. Debitirala je na televiziji 1993. godine u ABC-ovoj pravnoj drami Matlock, u sljedećim godinama pojavila se u TV filmovima, kao što su In the Heat of the Night, Give Me Your Life, Her Deadly Rival, Close to Danger, Any Place But Home, Nathan Dixon i Pirati silicijske doline. Godine 1996. pojavila se u CBS-ovoj miniseriji A Season in Purgatory na temelju romana Dominicka Dunnea. Kao gost glumila je u nekoliko televizijskih serija, među kojima su Walker teksaški rendžer i Dawson's Creek
Radila je kao casting direktorica u Atlanti od 2000. do 2010. 
Godine 2007., redatelj Frank Darabont ponudio joj je ulogu u horor filmu. Od 2010. godine tumači lik Carol Peletier, sredovječnu udovicu i brižna majku svoje kćeri Sofije u seriji Živi mrtvaci.

## Vanjske poveznice
- Melissa McBride na Internet Movie Database
- Twitter profil Melisse McBride